# Silver Springs (Nueva York)
Silver Springs es una villa ubicada en el condado de Wyoming en el estado estadounidense de Nueva York. En el año 2000 tenía una población de 844 habitantes y una densidad poblacional de 344.5 personas por km².

## Geografía
Silver Springs se encuentra ubicada en las coordenadas 42°39′32″N 78°5′6″O / 42.65889, -78.08500.

## Demografía
Según la Oficina del Censo en 2000 los ingresos medios por hogar en la localidad eran de $34,338, y los ingresos medios por familia eran $43,750. Los hombres tenían unos ingresos medios de $31,842 frente a los $22,557 para las mujeres. La renta per cápita para la localidad era de $15,993. Alrededor del 8.3% de la población estaban por debajo del umbral de pobreza.